# Keskinen (sjö i S:t Michel, Södra Savolax)
Keskinen är en sjö i kommunen S:t Michel i landskapet Södra Savolax i Finland. Arean är 37 hektar och strandlinjen är 4,67 kilometer lång. Sjön  ingår i Vuoksens huvudavrinningsområde.   Den ligger omkring 13 kilometer söder om S:t Michel och omkring 200 kilometer nordöst om Helsingfors. 
Keskinen ligger sydöst om Lahnajärvi. 